# Henutmehyt
Henutmehyt là tên của một nữ tư tế đến từ Thebes, người Ai Cập cổ đại sống trong triều đại thứ 19, khoảng năm 1250 trước Công nguyên. Quan tài bên trong mạ vàng của bà có thể được nhìn thấy ngày hôm nay tại Bảo tàng Anh ở London, Anh. Việc sử dụng quá nhiều vàng, và chất lượng cao và chi tiết của quan tài của bà cho thấy Henutmehyt là một phụ nữ giàu có. Trên mặt trước của quan tài là hình của Isis và Nephthys, những người bảo vệ người quá cố.

## Vật dụng tang lễ
Henutmehyt được chôn cất trong một bộ quan tài mạ vàng và một tấm xác ướp mạ vàng hiện đang ở Bảo tàng Anh. Một hộp gỗ shabti được sơn với một cảnh cho thấy Henutmehyt thờ lạy hai trong số những vị thần canopic  và nhận thức ăn và rượu vang từ các nữ thần Nut. Tổng cộng có bốn hộp shabti, chứa shabtis làm từ cả gỗ và gốm.
Một giấy cói tang lễ cũng được đưa vào chôn cất bà. Dòng chữ là Spell 100 từ Sách của người chết và được viết khá bất thường bằng mực đỏ và trắng. Giấy cói được đặt trên lớp bọc bên ngoài của xác ướp. Những dòng chữ này trở nên phổ biến hơn sau Vương quốc mới.
Những viên gạch ma thuật làm từ bùn không nung phải được đặt trong các hốc trong phòng chôn cất. Gạch ma thuật của Henutmehyt được bảo quản tốt. Chúng hỗ trợ các bùa hộ mệnh: một cây cột Djed, hình Anubis, hình xác ướp bằng gỗ và cây sậy. Những viên gạch được khắc bằng phép thuật.
Một hộp gỗ, sơn đen và chứa thịt được bọc trong vải lanh và thịt có thể từ một con dê cũng có thể thuộc về vật dụng tang lễ của Henutmehyt. Hộp chứa đủ thức ăn cho một bữa ăn.